# Renato Kelić
Renato Kelić (Vinkovci, 31. ožujka 1991.),  hrvatski nogometaš koji trenutačno igra za Cibaliju. Nastupao je za hrvatske mlade reprezentacije. Dio trojca Hrvata (stoper Renato Kelić, desni bek Ivan Martić i napadač Dominik Glavina) zaslužnih za prvi trofej Univesitatee nakon 27 godina, nakon dvostruke krune u sezoni 1990./91., pobjedom u završnici rumunjskog kupa protiv Hermannstadta s 2:0.

## Vanjske poveznice
- Profil, Hrvatski nogometni savez
- Soccerway (engl.)
- Fotbal DNES (češ.)